# 王門弼
王門弼（？—？），號尔亮，號映寰，陕西巩昌府清水縣人，明末清初政治人物。同進士出身。

## 生平
幼時聪明异常，有神童之誉，府县考试常超同辈。明万历四十三年（1615年）乡试中副榜。天啓四年（1624年）甲子科陕西鄉試第二十三名舉人，崇禎七年（1634年），登甲戌科會試第二百七十一名，廷試三甲一百八十六名進士，户部觀政。未任官，回乡后讲学十多年，颇有影响。

## 家族
曾祖王应箕；祖王伟，生员；父王济民，贡士。